# Duncan I al Scoției
Duncan I al Scoției (cel Bolnav),  (n. 1001, Scoția, Regatul Unit – d. 14 august 1040, Elgin⁠(d), Scoția, Regatul Unit). A fost fiul lui Crinan și nepotul regelui Malcolm al II-lea. El conducea Strathclydeul, pe care l-a moștenit de la bunicul său. A obținut acest teritoriu în 1018, când Owen cel Pleșuv a murit. Astfel, el a devenit primul monarh al Scoției unite.
Aderarea sa la tronul Scoției este un exemplu de moștenire a tronului în linie directă. Duncan este cunoscut de obicei, datorită conexiunii sale cu Macbeth, imortalizat de William Shakespeare. În domnia sa de șase ani a făcut gafe, pierzând bătălii importante. Duncan I s-a căsătorit cu Sibylla de Northumbria. Duncan a avut trei fii: Malcolm III Canmore, Donald III Ban și Maelmaire, Conte de Atholl. Fiecare din fii săi a a devenit rege. 
Chiar dacă William Shakespeare îl descrie ca un om înțelept, cronicarii contemporani cu el îl descriu ca fiind un tiran însetat de sânge și un egoist. În anul 1040, Macbeth a format o alianță cu vărul său, contele de Orkney, împotriva lui Duncan. Duncan a făcut o gafă, încercând să obțină mai multe teritorii, luptând pe două fronturi. El a mers spre nordul Angliei, spre a profita de haosul creat după moartea lui Harold Harefoot din 17 martie. A mers spre sud, și la atacat pe Durham. Contemporanii săi, au criticat acest atac. A suferit o înfrângere masivă, aproape toți soldații săi murind, iar puținii supraviețuitori au fugit. Duncan a pierdut în continuare bătălii importante. 
Pe 14 august 1040, Duncan, în fruntea unei armate între 5.000 și 10.000 de persoane a poposit la Thorfinn Burghead. Duncan a fost învins, iar „Orkneyinga Saga”  ne raportează faptul că a fost omorât de proprii oameni după această bătălie. Ipoteza conform căreia el ar fi fost asasinat în castelul lui Macbeth este puțin probabilă. Duncan și-a condus țara în războaie de la nord la sud, pierzând patru bătălii: Durham, Deerness (pe mare), Thurso și Burghead. La două săptămâni de la moartea lui Duncan I, Macbeth a preluat tronul. 
Cel mai bătrân fiu al lui Duncan I, Malcolm III Canmore l-a omorât și el, la rândul său, pe Macbeth și a domnit între 1058 și 1093.